# Vahur Afanasjev

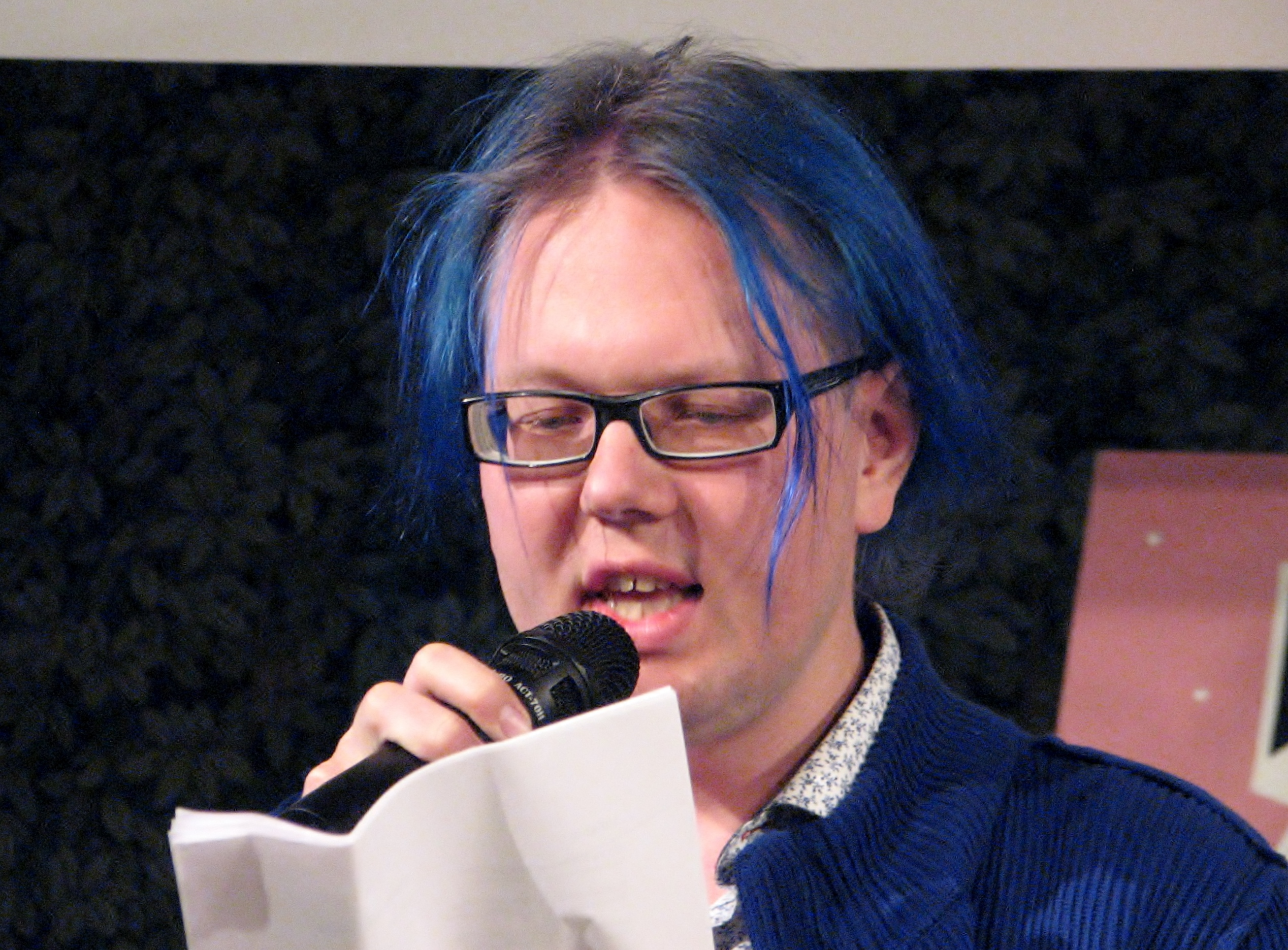
Vahur Afanasjev 2014

Vahur Afanasjev, bürgerlich Vahur Laanoja (* 24. August 1979 in Tartu, Estnische SSR, Sowjetunion; † 10. Mai 2021) war ein estnischer Schriftsteller und Musiker.

## Leben
Vahur Afanasjev ging von 1986 bis 1998 in Tartu zur Schule und studierte anschließend an der Universität Tartu. Nach seinem Bachelor in Volkswirtschaft (2002) studierte er Medienwissenschaft, ohne den Studiengang abzuschließen. Danach arbeitete er als Journalist, Texter und Medienanalytiker.
Afanasjev lebte von 2005 bis 2010 in Brüssel. Er war seit 2006 Mitglied des Estnischen Schriftstellerverbandes.

## Wirken
Vahur Afanasjev debütierte 1998 mit Gedichten in Vikerkaar und publizierte 2000 seine erste Gedichtsammlung, der zwei Jahre später eine Novellensammlung folgte. Afanasjevs unkonventioneller und spritziger Schreibstil fand bei Kritikern schnell eine positive Aufnahme. Bei seinem Roman Der Kastrat aus Ontario zog ein Rezensent Vergleiche zu August Gailit, und bei seiner Dichtung wurde eine gewisse Nähe zum Werk von Jaan Kaplinski, den Afanasjev auch gerne zitiert, festgestellt. Aber auch zu ausländischen Schriftstellern, beispielsweise zu Kurt Vonnegut, wurden Bezüge hergestellt.
Afanasjev war auch als Musiker tätig und hat mehrere CDs veröffentlicht.

## Ehrungen und Auszeichnungen
- 2010: Schriftsteller des Jahres
- 2016: Literaturpreis des Estnischen Kulturkapitals (Lyrik)
- 2018: Literaturpreis des Estnischen Kulturkapitals (Prosa)

## Bibliographie
- Kandiline maailm (‚Eine eckige Welt‘). Tartu: Irboska Teataja Kirjastus 2000. 78 S.
- Kanepi kirik. Juturaamat (‚Die Kirche von Kanepi. Erzählungen‘). Tartu-Rakvere: Irboska Teataja Kirjastus 2002. 96 S.
- Kaantega viin (‚Schnaps mit Deckel‘). Irboska: Irboska Teataja 2004. 80 S.
- Kastraat Ontariost (‚Der Kastrat aus Ontario‘). s. l.: Irboska Teataja Kirjastus 2005. 160 S.
- Katedraal Emajões (‚Eine Kathedrale im Emajõgi‘). Tartu/Brüssel: ID Salong 2006. 72 S. + CD.
- Kaadrid otsustavat (‚Die Kader entscheiden‘). Tartu: Irboska Teataja 2007. 240 S.
- Kosmos (‚Kosmos‘). Tallinn: Jutulind 2008. 137 S.
- Minu Brüssel (‚Mein Brüssel‘). Tartu: Petrone Print 2011. 253 S.
- Eesti vaarao (‚Der estnische Pharao‘). Saarde-Pärnu: Ji 2013. 146 S.
- Kuidas peab elama (‚Wie man leben muss‘). s. l.: Näo Kirik 2014. 77 S.
- Tünsamäe tigu (‚Die Schnecke von Tünsamäe‘). Tartu: NAK 2015. 108 S.
- Serafima ja Bogdan (‚S. und B.‘). s. l.: Vemsa 2018. 556 S.
- Hõbehundi laulud (‚Lieder des Silberwolfs‘). s. l.: Vemsa 2020. 123 S.
- Õitsengu äärel (‚Am Rande der Blüte‘). Kasepää: Vemsa OÜ 2020. 476 S.
- Tuulevaiksed aastad ('Windstille Jahre'). Vemsa 2021. 114 S.
- Rail Baltic ehk Kelmitants vanaisa sarvedega ('Rail Baltic oder Narretanz mit Großvaters Hörnern'). Vemsa 2022. 144 S.

## Sekundärliteratur
- Jaak Urmet: Kolm debüüti, in Vikerkaar 1/2001, S. 92–95.
- Veiko Märka: Daaba Kruubi üheksa ametit, in: Looming 3/2006, S. 468–470.
- Kalev Kesküla: Tartu sinu eneses ehk Noore tartlase nutulaul Brüsselisse väljarändamisel, in: Looming 5/2006, S. 777–779.
- Maarja Kangro: Hea Eesti apokalüpsis, in: Looming 7/2007, S. 1101–1105.
- Berk Vaher: On veel valutamist, in: Looming 1/2014, S. 133–135.
- Ott Kilusk: Jumalikest ilmutustest ja evelutsioonilisest valikust, in Vikerkaar 3/2014, S. 102–104.
- Aare Pilv: Afanasjevi kommunikatiivne blues, in: Looming 12/2014, S. 1774–1776.